# Marie Meyer
Marie Meyer (17 janvier 1899 - 24 mai 1956), plus tard Marie Meyer Fower, est une aviatrice et cascadeuse américaine qui dirigeait le Marie Meyer Flying Circus aux États-Unis dans les années 1920. Elle était pilote, marcheuse d'ailes et parachutiste. Elle a participé à des courses aériennes internationales à Saint-Louis et à Dayton.

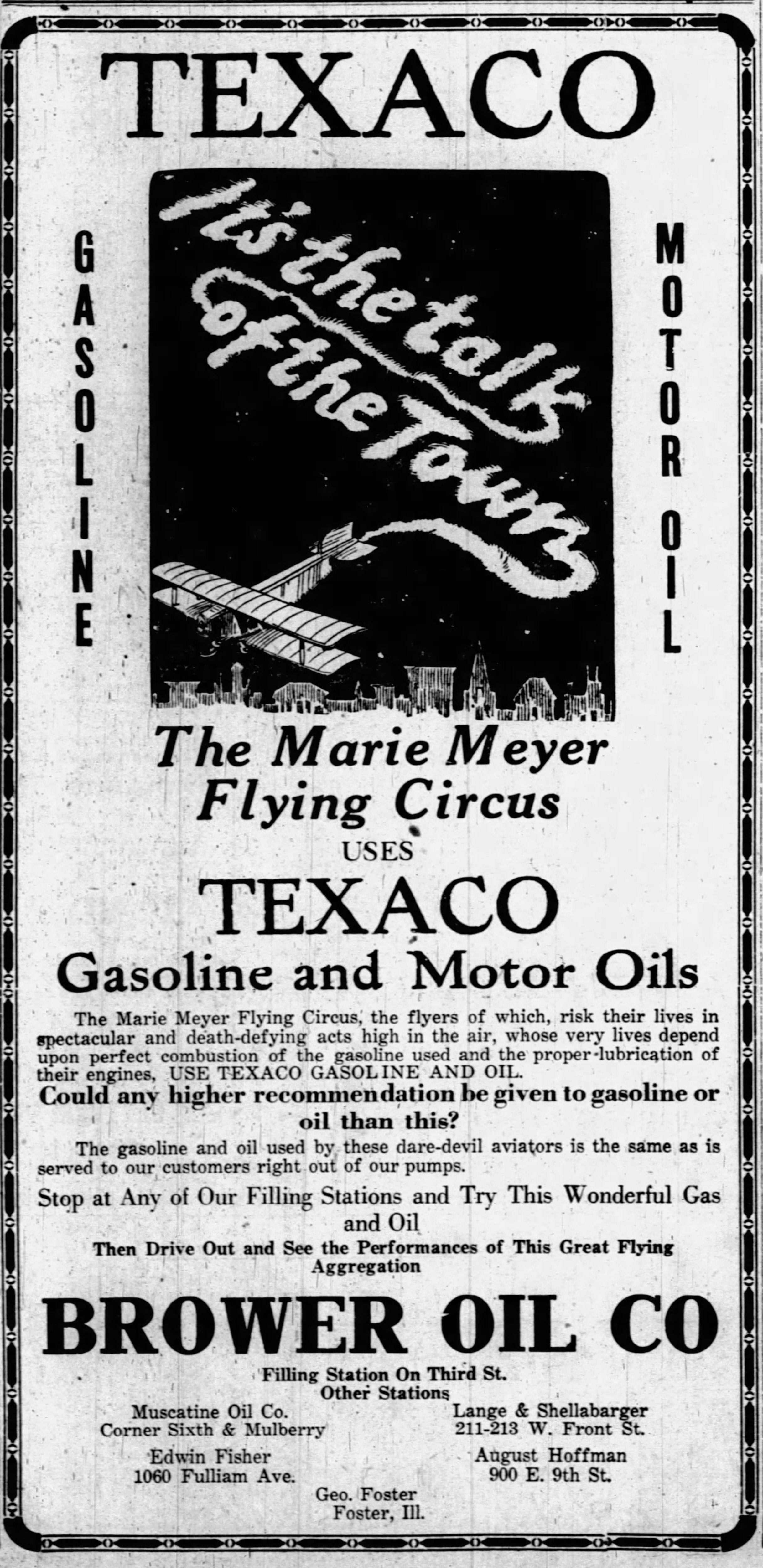
The Marie Meyer Flying Circus